# Паљијари II (Пескара)
Паљијари II (итал. Pagliari II) је насеље у Италији у округу Пескара, региону Абруцо.
Према процени из 2011. у насељу је живело 29 становника. Насеље се налази на надморској висини од 172 м.